# Papernest
papernest (antiguamente Souscritoo) es una startup francesa creada en 2015 por Philippe de la Chevasnerie, y Benoît Fabre dedicada a simplificar los trámites administrativos derivados de las mudanzas como la suscripción y la cancelación de los contratos de energía, Internet o móvil.

## Historia
La compañía fue creada en 2015  por Philippe de la Chevasnerie y Benoît Fabre bajo el nombre de Souscritoo.
En octubre de 2017, alcanzó los 100.000 usuarios y 130 colaboradores. En 2018, la plataforma cambia su nombre por el de papernest, para facilitar la expansión internacional que comenzó ese mismo año y levanta 10 millones de euros en una ronda de financiación en la que participan Partech Ventures, Idinvest Partners y Kima Ventures.
En noviembre de 2018, papernest llega a España y abre oficinas en Barcelona donde emplea a 50 personas.
En 2019 aterriza en Italia y llega a Reino Unido en 2020.

## Distinciones
En 2018, papernest ocupa el puesto 50 en el top 100 de las empresas francesas del sector digital que más contratan.
A principios de 2020, papernest entró a formar parte de FT120, un reconocimiento que el gobierno francés hace a las empresas de nueva creación, en fase de hipercrecimiento, que están en disposición de convertirse en líderes tecnológicos de talla mundial.

## Modelo económico
El modelo de negocio de papernest se basa en un modelo de afiliación. El usuario elige entre los diferentes proveedores que ofrece la plataforma y papernest recibe una comisión de los proveedores por cada contrato suscrito a través de su plataforma,  lo que permite que su servicio sea gratuito para el usuario.
La empresa también trabaja directamente con agencias inmobiliarias para facilitar los trámites de mudanza de sus clientes.